# Skepp som mötas
Skepp som mötas – szwedzki niemy film dramatyczny z 1916 roku w reżyserii Victora Sjöströma.

## Obsada
- Lili Bech – Ethel
- Egil Eide – John Hall
- Mathias Taube – Doktor Hiller
- August Warberg – Cramer